# Dentalium elephantinum

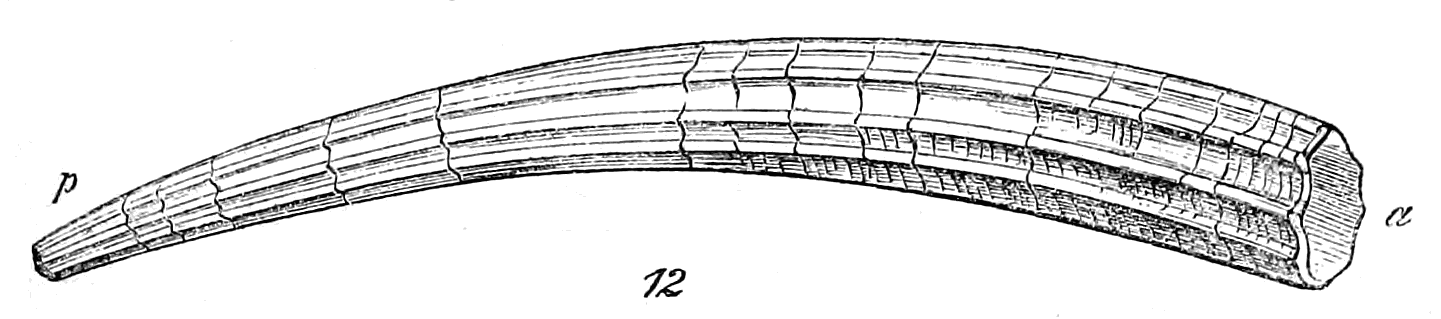
Gehäuse von Dentalium elephantinum

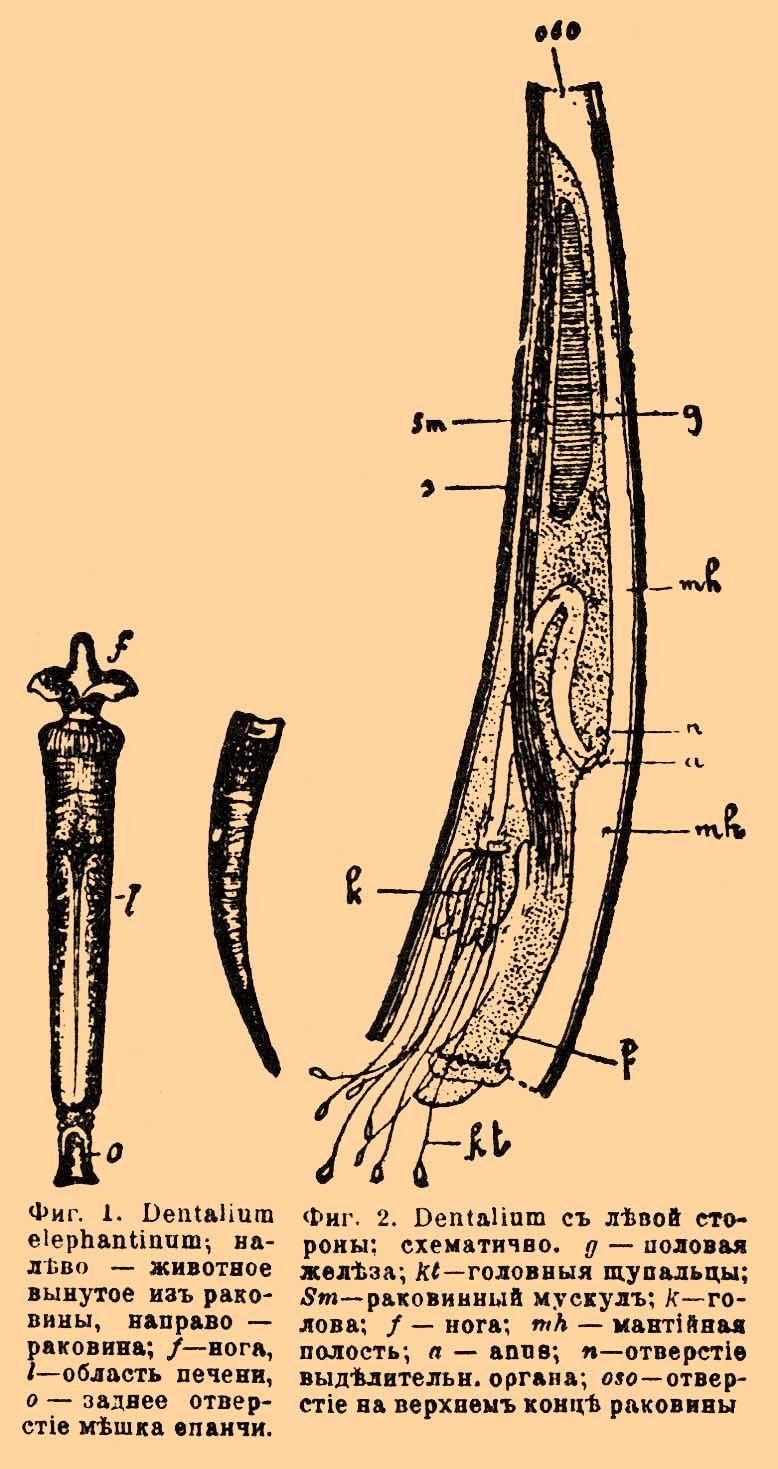
Längsschnitt durch Dentalium elephantinum

Dentalium elephantinum, auch Elefantenzahn oder Zahnschnecke genannt, ist eine Kahnfüßerart aus der Familie der Dentaliidae.

## Merkmale
Das bis zu 8 cm lange Gehäuse von Dentalium elephantinum, das wie bei allen Kahnfüßern an jedem Ende offen ist, weist etwa 10 (8 bis 17) längs verlaufende kräftige Rippen auf und ist mit dunkelgrünen Banden gefärbt oder auch ganz von grüner Farbe, die zum schmalen Schalenende hin verblasst. Bei ausgewachsenen wird die Schale bis zu 7 cm lang und am Vorderende, der breitesten Stelle, 11 mm breit.

## Verbreitung
Dentalium elephantinum ist im Roten Meer, Indischen Ozean und südlichen Pazifischen Ozean einschließlich der Philippinen verbreitet. Die Tiere leben im Küstenbereich oberhalb von 40 m, teilweise in Sand vergraben, wobei das schmale Gehäuseende herausragt.